# Rymantas Mockevičius

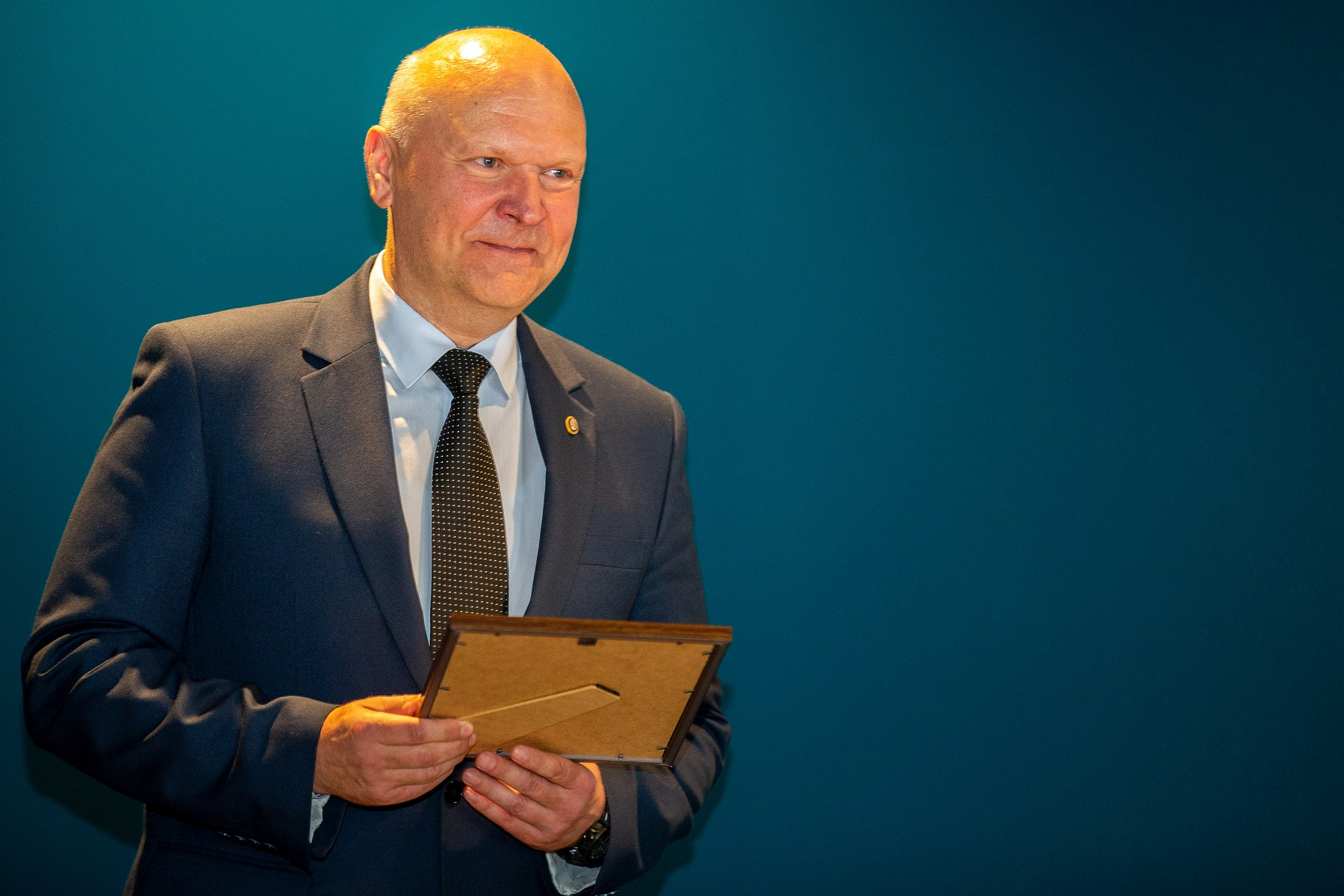

Rymantas Mockevičius (* 19. Januar 1967 in Alytus) ist ein litauischer Beamter, Leiter von Vadovybės apsaugos departamentas (VAD), General im Innendienst.

## Leben
1992 absolvierte er das Diplomstudium der Geschichte an der Vilniaus pedagoginis universitetas und wurde Lehrer. Von 1991 bis 1993 arbeitete er im Schutzamt von Seimas als Spezialist. Von 1993 bis 1994 leitete er Planungsunterabteilung und von 1994 bis 1999 Spionage-Unterabteilung bei VAD am Innenministerium Litauens. Von 1999 bis 2013 war er stellvertretender Direktor für operative Verwaltung von VAD. Seit 2013 ist er Direktor von VAD. September 2013 wurde er vom Ministerpräsidenten Algirdas Butkevičius zum General im Innendienst befördert.
Er ist verheiratet. Mit Frau Gitana hat er den Sohn Ignas und die Tochter Eglė.